# Interstiziopatia polmonare
Per interstiziopatia polmonare, o malattia interstiziale polmonare (o anche pneumopatia infiltrativa diffusa o pneumopatia interstiziale o polmonite interstiziale; sigla ILD dall'inglese Interstitial Lung Disease) si intende, in medicina, un quadro anatomopatologico costituito da un'alterazione dell'interstizio polmonare (il tessuto di rivestimento degli alveoli polmonari), causata da un'infiammazione polmonare diffusa, che spesso progredisce fino alla fibrosi, che compromette gli scambi gassosi.
Il termine interstiziopatia polmonare viene utilizzato per descrivere queste patologie indipendentemente dal fatto che il processo morboso abbia origine dall'interstizio o da altre localizzazioni nell'ambito del parenchima polmonare. Prese singolarmente, le patologie sono piuttosto rare (a volte anche molto rare), ma insieme rappresentano la causa più frequente di malattia polmonare cronica non ostruttiva, e costituiscono il 15-20% di tutte le malattie croniche del polmone.
Una forma acuta di questo quadro clinico è diventata diffusa come complicazione spesso con esito fatale della malattia COVID-19, in seguito alla pandemia che ha generato.

## Forme
Tra le più frequenti forme di interstiziopatie polmonari vi sono:
- Sarcoidosi
- Polmonite interstiziale usuale (UIP), una interstiziopatia cronica, quadro anatomopatologico della fibrosi polmonare idiopatica, una patologia primitiva del tessuto interstiziale nonché il punto di arrivo di numerose malattie del polmone; essa consiste in una degenerazione fibrosa del parenchima polmonare.
- Polmoniti da ipersensibilità (tra cui la malattia da fieno)
- Polmoniti interstiziali idiopatiche
- Polmoniti virali
- Malattie polmonari da farmaci

Altre forme di interstiziopatia sono:
- La polmonite eosinofila, una pneumopatia interstiziale idiopatica
- La bronchiolite respiratoria con interstiziopatia (RB-ILD), o "malattia polmonare interstiziale associata a bronchiolite"
- La polmonite interstiziale desquamativa, una interstiziopatia idiopatica dovuta ad un accumulo di macrofagi a livello alveolare
- La polmonite interstiziale linfocitaria (LIP), una polmonite interstiziale rara, caratterizzata da un'iperplasia del tessuto linfatico.
- La polmonite interstiziale acuta (AIP) (o ARDS idiopatico)
- La polmonite interstiziale non specifica (NSIP), una interstiziopatia polmonare infiammatoria